# 東浦和

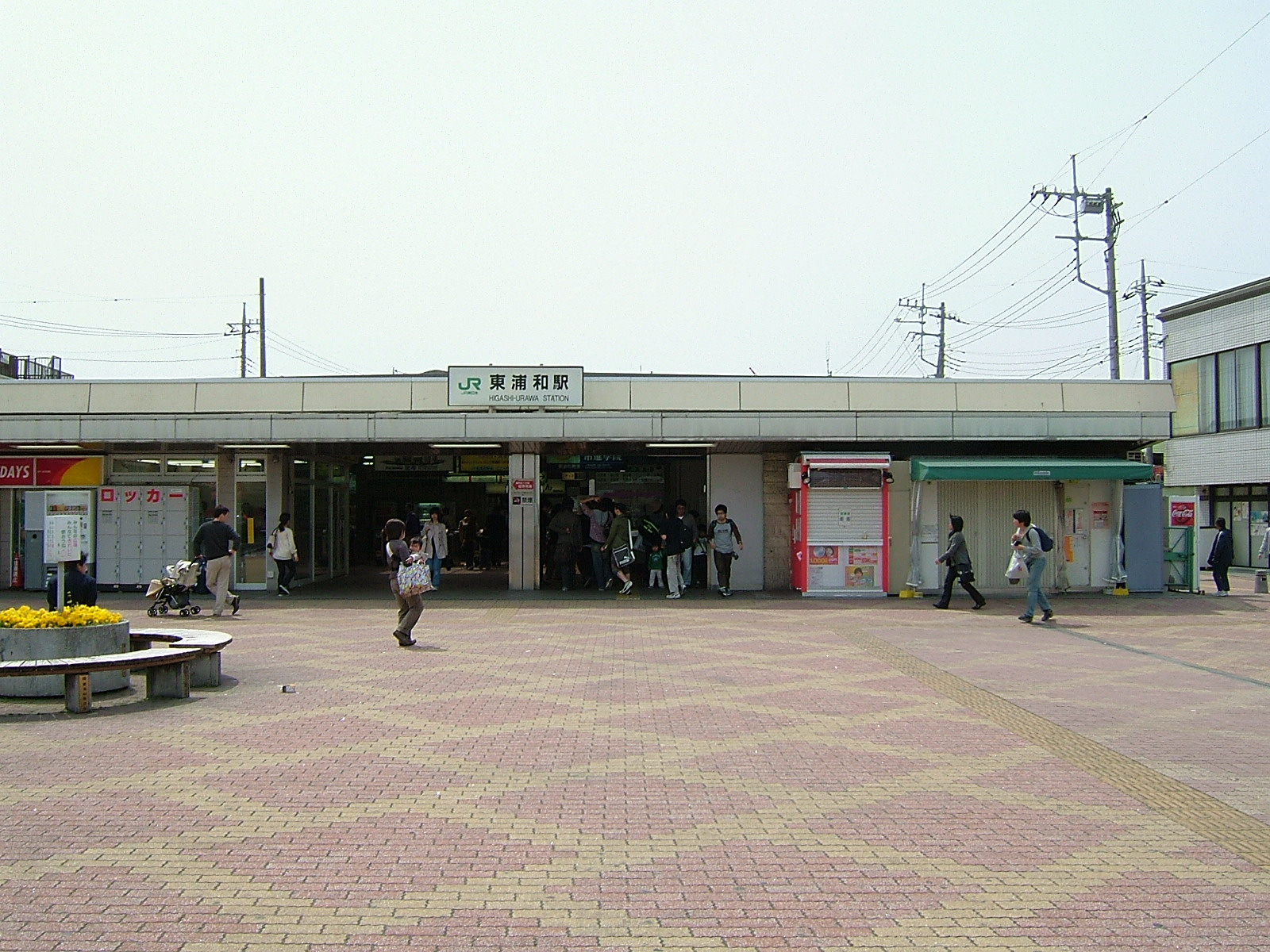
東浦和駅

東浦和（ひがしうらわ）は、埼玉県さいたま市緑区の町名。現行行政地名は東浦和一丁目から東浦和九丁目。住居表示未実施地区。郵便番号は336-0926。区画整理により、さいたま市成立後に誕生した新しい地名である。

## 地理
さいたま市緑区東部の大宮台地（浦和大宮支台）上に位置する。東浦和駅の北側に区画整理された住宅地が広がっている。全域が市街化区域であるが、生産緑地地区も地内に点在する。東浦和地区より北部、西部はなおも区画整理事業が続いている。東の境には見沼代用水西縁が流れる。井沼方公園を流れる水路は大間木排水路である。

### 河川
- 大間木排水路（暗渠） - 赤堀排水路とも。
- 中尾排水路（暗渠）

### 地価
住宅地の地価は、2022年（令和4年）1月1日の公示地価によれば、東浦和四丁目17番4の地点で23万5000円/m2となっている。

## 歴史
かつては大牧村や大間木村などが複雑に入り組む地域であった。大字として区画整理完了までは入り組んだ状況が続いていた。
- 1889年（明治22年）4月1日 - 町村制施行に平行して大牧、中尾、大間木、井沼方、下山口新田、蓮見新田4箇村2新田が合併し、尾間木村が成立。それぞれ尾間木村の大字となる[8]。（明治の大合併）
- 1940年（昭和15年）4月17日 - 尾間木村は同郡三室村と共に浦和市へ編入され、浦和市の大字となる[8]。
- 1973年（昭和48年）4月1日 - 日本国有鉄道（国鉄）の武蔵野線が建設され、東浦和駅が開業する。
- 2001年（平成13年）5月1日 - 浦和市が与野市、大宮市と合併しさいたま市となり、さいたま市の大字となる。
- 2002年（平成14年）12月7日 - 東浦和第一土地区画整理事業の換地処分が完了し、大字大牧、大字大間木、大字井沼方、大字蓮見新田、大字中尾の各一部が東浦和一〜九丁目となる[9]。
- 2003年（平成15年）4月1日 - さいたま市が政令指定都市に移行し[9]、さいたま市緑区の町名となる。
- 2006年（平成18年）9月16日 - 大字井沼方の残部が東浦和二丁目に編入され、井沼方は消滅[10]。

## 世帯数と人口
2017年（平成29年）9月1日現在の世帯数と人口は以下の通りである。
| 丁目         | 世帯数    | 人口     |
| ------------ | --------- | -------- |
| 東浦和一丁目 | 570世帯   | 1,216人  |
| 東浦和二丁目 | 2,218世帯 | 4,979人  |
| 東浦和三丁目 | 1,265世帯 | 2,851人  |
| 東浦和四丁目 | 986世帯   | 2,088人  |
| 東浦和五丁目 | 830世帯   | 1,717人  |
| 東浦和六丁目 | 619世帯   | 1,611人  |
| 東浦和七丁目 | 1,198世帯 | 2,709人  |
| 東浦和八丁目 | 589世帯   | 1,469人  |
| 東浦和九丁目 | 500世帯   | 1,346人  |
| 計           | 8,775世帯 | 19,986人 |

## 小・中学校の学区
市立小・中学校に通う場合、学区（校区）は以下の通りとなる。
| 丁目         | 番地 | 小学校                   | 中学校                   |
| ------------ | ---- | ------------------------ | ------------------------ |
| 東浦和一丁目 | 全域 | さいたま市立尾間木小学校 | さいたま市立尾間木中学校 |
| 東浦和二丁目 | 全域 | さいたま市立向小学校     | さいたま市立尾間木中学校 |
| 東浦和三丁目 | 全域 | さいたま市立尾間木小学校 | さいたま市立尾間木中学校 |
| 東浦和四丁目 | 全域 | さいたま市立尾間木小学校 | さいたま市立尾間木中学校 |
| 東浦和五丁目 | 全域 | さいたま市立大牧小学校   | さいたま市立尾間木中学校 |
| 東浦和六丁目 | 全域 | さいたま市立大牧小学校   | さいたま市立尾間木中学校 |
| 東浦和七丁目 | 全域 | さいたま市立大牧小学校   | さいたま市立尾間木中学校 |
| 東浦和八丁目 | 全域 | さいたま市立尾間木小学校 | さいたま市立尾間木中学校 |
| 東浦和九丁目 | 全域 | さいたま市立尾間木小学校 | さいたま市立尾間木中学校 |

## 交通

### 鉄道
- 武蔵野線東浦和駅

### 道路
- 国道463号
- 埼玉県道235号大間木蕨線
- カエデ通り[12]
- 尾間木支所通り
- 尾間木内谷通り
- 富士見坂通り
- 梅の郷通り
- 和田通り
- 見沼台通り

## 地域

### 寺社・史跡
- 氷川神社（地区内に2か所あり）
- 清泰寺
- 見性院の墓
- 明神社
- 熊野社権現神社

### 公園･緑地
- 井沼方公園
- 中央公園
- 東谷公園
- 女躰下公園
- 大北公園
- 和田公園
- 吉場公園
- 大六天公園
- 梅所第一公園
- 梅所第二公園
- 尾間木内谷公園
- 鍵田公園
- 馬堤公園

### 施設
- 浦和明の星女子中学校・高等学校
- さいたま市立尾間木中学校
- さいたま市立大牧小学校
- さいたま市立尾間木小学校
- 浦和東警察署
- 東浦和駅市民の窓口
- 県営井沼方団地
- イーストシティかえで街
- イーストシティみずき街
- 尾間木配水場
- 東浦和みどり保育園
- 埼玉りそな銀行東浦和支店
- 青木信用金庫尾間木支店
- 武蔵野銀行
- 埼玉県信用金庫
- 川口信用金庫
- 東和病院
- 東浦和変電所
- 中尾トンネル[12]